# Bovisio Masciago
Bovisio Masciago (distintamente Buvis, AFI: [buˈ(w)iːs], e Masciagh, AFI: [maˈʃɑːk], in dialetto milanese; semplicemente Bovisio fino al 1947) è un comune italiano di 16 864 abitanti della provincia di Monza e della Brianza in Lombardia. 

## Geografia fisica
Il Comune di Bovisio Masciago, il cui territorio è altamente antropizzato, è situato nell'alta Pianura Padana, ai piedi delle prime pendici collinari della Brianza.
Dista circa 17 km da Milano, 22 km da Como e 10 km da Monza. Confina a Nord con il comune di Cesano Maderno, a ovest Con i comuni di Ceriano Laghetto, Solaro (MI) e Limbiate, a sud con Varedo e a est con Desio.
L'abitato si divide due centri distinti, appunto Bovisio e Masciago. Ormai non v'è più una distinzione netta vista l'alta urbanizzazione e la loro vicinanza (circa 500 m), ma Bovisio è situato nella porzione nord verso Binzago e Masciago a sud verso Varedo.
La forma del comune è piuttosto particolare, perché oltre alla parte più urbanizzata, con forma rettangolare, lambita a ovest dalla nuova comasina, a nord dalla tangenziale sud di Cesano Maderno, esiste una striscia di terra che ha una lunghezza tra i 50 m ai 300 m che porta a un'area più larga e quadrata ai confini con Solaro e Ceriano. Quest'area, insieme alla striscia, è sita all'interno del Parco delle Groane e della Brughiera Briantea, per cui possiede numerosi parti boscate e prati oltre che una speciale tutela per la fauna. 
Una peculiarità la si può trovare percorrendo la Via Stelvio da Limbiate verso nord, entrare in Bovisio e dopo 100 m entrare già in Cesano Maderno.

### Morfologia del territorio
È possibile dividere il territorio di Bovisio in tre parti.
Nella prima, quella orientale, troviamo il livello fondamentale della pianura. La zona non è solo ricca di edifici residenziali, ma anche di un grande impianto elettrico e di numerosi campi gli ultimi rimasti all'interno del comune, tutelati dal nuovo PLIS GruBrìa. L'area ha un'altitudine che va dai 188 m s.l.m. ai confini con Varedo ai 196 m ai confini con Cesano Maderno.
Spostandosi verso i centri, troviamo la zona di valle, ribassata di 3-6 m rispetto alla piana circostante. Presenta un'altitudine che va dai 178 m s.l.m. ai 194 m da Varedo a Binzago.
Superati i centri a distanza di circa 1,5 km, separata dal resto del comune da una striscia di terra molto stretta, ai confini con Solaro e Ceriano, troviamo invece una zona rilevata di circa 15 m, il pianalto mindeliano. Esso è blandamente ondulato e ricco di vallecole profonde. Ha un'altitudine che parte dai 206 m s.l.m. ai 226 m s.l.m.

### Idrografia
Il fiume principale è certamente il Seveso che divide a metà il comune trasversalmente. Qui, crea l'ultimo tratto di valle separata dal resto della pianura di circa 3-6 m.
L'area separata dal comune, ai confini con Solaro e Ceriano, presenta due altri torrenti: il Lombra e la Garbogera. Entrambi creano solchi larghi, ondulando così il pianalto. 
Gli unici specchi d'acqua presenti, sono i laghetti dell'Oasi Lipu, creati artificialmente dalle ex cave d'argilla della vicina fornace. Questo fenomeno è presente molto frequentemente sul pianalto; altro esempio sono i laghetti della Mordina a Mariano Comense. 
Bovisio Masciago è uno dei ventotto comuni del Parco delle Groane e della Brughiera Briantea, uno dei tre comuni dell'Oasi LIPU (Lega Italiana Protezione Uccelli) di Cesano Maderno, e uno degli otto comuni del parco GruBrìa.

## Origini del nome
La denominazione di Bovisio Masciago risale solo al 1947 a seguito della fusione dei due comuni di Bovisio e di Masciago Milanese.

### Comune di Bovisio
La denominazione Bovisio dovrebbe derivare da bovis otium e vorrebbe dimostrare che in questo luogo l'esercito romano teneva le vettovaglie e gli animali. La conferma delle origini romane di Bovisio si ebbe nel 1935 quando venne scoperta nel suo territorio una tomba gallico-romana contenente diverse suppellettili.

### Comune di Bovisio Masciago
Nel 1927 il podestà di Bovisio, cav. Carlo Zari, invitò il podestà di Masciago Milanese, avv. Marco Cerati, ad unirsi per formare un unico comune.
Così il 31 dicembre 1928 il re d'Italia Vittorio Emanuele III, sentito il Ministro per gli Affari dell'Interno Benito Mussolini, decretò la fusione dei due comuni in un unico comune con denominazione e capoluogo Bovisio. Vent'anni più tardi, nel 1947, in seguito alle proteste degli abitanti di Masciago Milanese, il comune di Bovisio assunse la nuova denominazione di Bovisio Masciago.

## Storia

### Simboli
Lo stemma è stato riconosciuto con decreto ministeriale del 10 agosto 1906.
Lo stemma comunale si rifà a quello dell'antica famiglia dei de Boixio, presente anche a pagina 66 dello Stemmario Trivulziano: di verde, alla banda d'argento, carica di tre rose di rosso, bottonate d'argento.
Il gonfalone, concesso con D.P.R. del 30 giugno 1958, è un drappo di bianco con la bordura di rosso.

## Monumenti e luoghi di interesse

### Architetture religiose
Chiesa parrocchiale di San Pancrazio
Il 17 agosto del 1765 un'esondazione del torrente Seveso danneggiò gravemente la vecchia parrocchiale di San Pancrazio (esistente già fin dal 1596 era situata nell'attuale Piazza Aldo Moro; ne rimane a ricordo solo un dipinto della Madonna del Santo Rosario su un muro della piazza) e quello stesso anno iniziarono i lavori di costruzione della nuova chiesa parrocchiale. I lavori si conclusero nel 1774, anno in cui la vecchia chiesa fu demolita. Il nuovo edificio, dotato di campanile nel 1799 e ampliato nel 1946, conserva le reliquie di San Bonifacio martire, donate alla parrocchia nel 1702 dalla nobile famiglia degli Erba-Odescalchi, e un antico Crocifisso, ritenuto miracoloso, donato da uno sconosciuto nel 1810 quando la chiesa di San Giovanni in Conca a Milano, che lo custodiva, venne demolita.
Antica chiesetta di San Martino Vescovo
Si ha notizia di un oratorio di San Martino a Masciago già sulla fine del XIII secolo. La chiesetta di Masciago, nel 1567, era una vera cappella di ridotte dimensioni (7,20 m x 4,80 m) ma nel 1668 l'area si era raddoppiata raggiungendo le dimensioni della vecchia e cadente chiesa parrocchiale. Secondo quanto scrisse Monsignor Verri, nel 1754, la chiesetta "aveva la facciata, abbastanza decente, in mattoni e costruita in stile gotico; alla sua sommità si innalza una croce di ferro. L'oratorio è ad unica navata e misura cubiti 24 in lunghezza, 14 in larghezza e 13 in altezza". L'oratorio possedeva anche un campanile che, nel 1914, in seguito alla formazione di una "Commissione pro Campane e Campanile della Chiesa di San Martino in Masciago" fu innalzato fino a 19 metri e dotato di cinque campane. Nel 1909 la chiesetta venne allargata e nel 1948 venne allungata assumendo l'aspetto attuale. Nel 1966, anno di consacrazione della nuova chiesa, elevata al grado di parrocchiale nel 1971, la chiesetta venne chiusa al culto e affittata al Club Alpino Italiano (CAI) che la adattò a sede dell'associazione. Nel 2006, dopo i restauri che hanno anche portato alla luce alcuni affreschi di cui si ignorava l'esistenza, il cardinale Dionigi Tettamanzi, Arcivescovo di Milano, ha officiato la liturgia per la dedicazione del nuovo altare e la chiesetta ha riaperto al culto.
Chiesa parrocchiale di San Martino
Il 25 settembre 1961 iniziarono i lavori di costruzione della nuova chiesa di San Martino. Consacrata dal cardinale Giovanni Colombo l'11 novembre 1966 la nuova chiesa iniziò a funzionare come sussidiaria della chiesa parrocchiale di San Pancrazio, in sostituzione dell'antica chiesetta. Il 25 gennaio del 1971, con un Decreto Arcivescovile, la nuova chiesa veniva elevata al grado di parrocchia.
Nel 1985 la parrocchia entrò in possesso di una Via Crucis in bronzo e di una statua in rame sbalzato, alta oltre quattro metri, del Cristo risorto, provenienti dalla Casa Alpina di don Luigi Re all'Alpe Motta. La statua venne collocata sulla facciata della chiesa mentre, per alloggiare la Via Crucis, venne realizzato un portico antistante la chiesa che ha ingentilito e armonizzato l'aspetto esteriore della chiesa. Nel 1996, in occasione dei 25 anni di vita della parrocchia, vennero realizzate le opere necessarie al completamento del settore absidale della chiesa, fino ad allora rimasto incompiuto. In quella stessa occasione vennero anche realizzate le vetrate artistiche con simbologie che riportano alla vita di san Martino di Tours, ai misteri del Santo Rosario e ai Sacramenti.

### Architetture civili
Villa Erba-Odescalchi-Scotti (ora palazzo municipale)
La sua origine risale alla metà del Seicento quando la nobile famiglia degli Erba-Odescalchi possedeva in Bovisio delle proprietà nelle quali usava trascorrere alcuni mesi all'anno. Nel 1859 passò a Guido Scotti e in seguito fu acquistata dal Comune di Bovisio che la adattò a sede municipale nel 1941. L'edificio, a due piani, presenta un portico a cinque archi, aperto nel solo corpo centrale, e un cortile d'onore, sul quale si affaccia il porticato, con funzione di vestibolo per il salone di rappresentanza. Lo scalone d'onore porta al piano superiore dove le sale non conservano più nulla d'originale. I due corpi laterali riproducono l'identico motivo degli archi con decorazioni a bugnato e presentano finestre con cornici a rilievo. Questo motivo architettonico viene continuato anche al primo piano dove tutte le finestre sono inquadrate da arconi che riproducono il motivo del piano terreno. La facciata posteriore, piuttosto modesta, prospetta sui resti del parco originale, ora divenuto parco comunale.
Villa Sonzoni-Mariani-Compostella
La villa appartenne, fino al 1780, alla famiglia Sonzoni. Nel 1827 passò alla famiglia Mariani e, nel 1860, alla famiglia Radice. Nel 1931 venne nuovamente venduta e i suoi nuovi proprietari la affittarono in parte ad una fabbrica di birra e in parte ai Carabinieri, che la utilizzarono come caserma. Nel 1932 fu acquistata dalla famiglia Battistella e, nel 1949, dalla famiglia Compostella che ne curò il ripristino. Attualmente la villa presenta uno schema a blocco, la facciata verso il parco ha finestre in rilievo di gusto settecentesco mentre la fronte verso il cortile interno risulta alterata da diverse sovrapposizioni. All'interno vi si diparte uno scalone con una balaustra in pietra a volute floreali stilizzate, in ottime condizioni, che resta uno dei pochi esistenti nel milanese.
Villa Zari
Le prime notizie certe della villa risalgono all'anno 1722 anche se in quel periodo era assai diversa da come si presenta oggi. Da quegli anni si sono succeduti diversi proprietari fino a quando, nel 1868, passa alla famiglia Zari, i cui eredi sono ancora gli attuali proprietari. La villa presenta diversi stili, dal Neoclassico al Liberty, dal Rinascimentale al Barocco. Fanno parte della villa, circondata da un grande parco, anche una grande voliera e la neogotica torretta della "Cafè Haus".
Villa Agnesi-Mariani-Radice-Fossati
La villa sorge nel centro del nucleo antico di Masciago ed è nota soprattutto perché legata alla famiglia Agnesi e in particolare alla nobildonna Maria Gaetana Agnesi (1718-1799), insigne matematica e benefattrice, che vi soggiornò frequentemente. Incerta è la data di costruzione della villa ma si ipotizza che sia da attribuire alla metà del XVIII secolo. La casa padronale, col grandioso giardino che si estendeva fino a lambire le sponde del torrente Seveso e la tenuta agricola annessa, era preceduta all'ingresso da una massiccia torre e da una garitta seguita, lungo il viale d'accesso, da una bassa torre merlata che le davano un aspetto medievale. Ora, di tutto il complesso originale, restano solo la villa, suddivisa in appartamenti, e la torre in mattoni, recentemente restaurata.
Villa Crofs
La villa, ora di proprietà della famiglia Tanzi, sorge nei pressi della villa Agnesi-Mariani-Radice-Fossati e risale, presumibilmente, alla stessa epoca. La villa si apre a L su un giardino che comunica con l'esterno tramite un grande portone.

## Società

### Evoluzione demografica
Comune di Bovisio
- 786 nel 1751
- 737 nel 1771
- 587 nel 1805
- 1 047 dopo annessione di Masciago nel 1809
- annessione a Varedo nel 1811
- 1 145 nel 1853
- 1 163 nel 1859

Abitanti censiti

### Etnie e minoranze straniere
Secondo le statistiche ISTAT al 1º gennaio 2016 la popolazione straniera residente nel comune era di 1 382 persone, pari all'8% della popolazione. Le nazionalità maggiormente rappresentate in base alla loro percentuale sul totale della popolazione residente erano:
- Romania 314
- Ucraina 159
- Ecuador 118
- Marocco 113
- Albania 82
- Pakistan 81
- Moldavia 62
- Cina 61
- Egitto 56
- Perù 50

## Cultura

### Biblioteche
La biblioteca civica "Alda Merini" di Bovisio Masciago fa parte del Sistema Bibliotecario BrianzaBiblioteche.

### Istruzione
A Bovisio Masciago è presente un istituto comprensivo statale intitolato ad Alessandro Manzoni, a cui fanno capo l'omonima scuola primaria, la scuola secondaria di primo grado "Adelaide Cairoli" e la scuola dell'infanzia. Un'altra scuola dell'infanzia, paritaria, è intitolata a Leopoldo Marangoni.

### Eventi
- Festa di San Martino di Tours: in occasione della festa del patrono di Masciago, la seconda domenica di novembre, si tiene una celebrazione religiosa con manifestazioni varie. Si ripete da 50 anni una sfilata rievocativa della vita e delle opere del Santo, alla quale partecipano numerosi figuranti a piedi e a cavallo.
- "Expo Brianza": in occasione della festa di San Pancrazio, patrono di Bovisio, che avviene l'ultima domenica di settembre di ogni anno, è possibile visitare la mostra dell'artigianato locale organizzato dai comuni di Bovisio Masciago, Varedo, Cesano Maderno e Limbiate.

## Economia
Anticamente l'attività economica prevalente era quella agricola, con numerose famiglie dedite all'allevamento del baco da seta.
A partire dal XIX secolo andò gradualmente sviluppandosi l'attività artigianale, soprattutto quella legata al mobile, e quella industriale.
Una delle più importanti industrie di Bovisio Masciago fu quella della famiglia Zari le cui prime attività risalgono al 1867. L'azienda produceva pavimenti in legno e mobili per ufficio e macchine da cucire. Durante la prima guerra mondiale, l'industria Zari si trasformò in una industria bellica producendo le carcasse in legno per gli aerei. Al termine della guerra, gli stabilimenti Zari ripresero il normale lavoro di un tempo e, alle primitive attività, affiancarono quella della fabbricazione di pianoforti e attrezzature per lo Sport.
Altre industrie importanti presenti a Bovisio Masciago furono:
- la Società Anonima Aste Dorate;
- la L.I.G.A. (Lavorazione Italiana Gomma e Affini);
- la A.S.T.R.A (Articoli Sportivi invernali Telai Racchette e Articoli vari);
- la Reanda (articoli sportivi) del Cav. Luigi Reanda;
- la S.A.R.A. (Società Anonima Tessitura di Bovisio);
- il Sugherificio Marangoni & C. (fondato nel 1882, era uno dei più grandi sugherifici d'Europa);
- la Fornace Solcia.

Attualmente nessuna di queste industrie è più attiva. La fornace e molti dei vecchi capannoni sono stati demoliti. Alcuni capannoni ospitano ancora piccole ditte artigianali, ma è in progetto la loro totale demolizione per riqualificare il centro storico.

## Amministrazione

### Masciago (dal 1862 Masciago Milanese)
| Periodo        | Periodo          | Primo cittadino  | Partito | Carica                  | Note |
| -------------- | ---------------- | ---------------- | ------- | ----------------------- | ---- |
| 1872           | 1875             | Gerolamo Radice  |         | Sindaco                 |      |
| 1875           | 1879             | Piero Giussani   |         | Sindaco                 |      |
| 1879           | 1890             | Ercole Radice    |         | Sindaco                 |      |
| 1890           | 1893             | Antonio Alberti  |         | Sindaco                 |      |
| 1893           | 1916             | Carlo Rossi      |         | Sindaco                 |      |
| 1916           | 1920             | Giuseppe Fossati |         | Sindaco                 |      |
| 1920           | 15 novembre 1925 | Carlo Pizzi      |         | Sindaco                 |      |
| 1925           | 1926             |                  |         | Commissario Prefettizio |      |
| 25 luglio 1926 | 28 febbraio 1928 | Marco Cerati     |         | Podestà                 |      |

Dal marzo 1929 il comune di Masciago Milanese viene fuso con il comune di Bovisio.

### Bovisio (dal 1947 Bovisio Masciago[12])
| Periodo | Periodo        | Primo cittadino     | Partito                                            | Carica           | Note                 |
| ------- | -------------- | ------------------- | -------------------------------------------------- | ---------------- | -------------------- |
| 1860    | 1881           | Carlo Zari          |                                                    | Sindaco          |                      |
| 1881    | 1893           | Luigi Zari          |                                                    | Sindaco          |                      |
| 1893    | 1904           | Fermo Zari          |                                                    | Sindaco          |                      |
| 1904    | 1910           | Paolo Tanzi         |                                                    | Sindaco          |                      |
| 1910    | 1913           | Fermo Zari          |                                                    | Sindaco          |                      |
| 1914    | 1920           | Carlo Zari          |                                                    | Sindaco          |                      |
| 1920    | 1922           | Efleme Sacchi       |                                                    | Sindaco          |                      |
| 1923    | 1937           | Carlo Zari          |                                                    | Sindaco, Podestà | [ 13 ]               |
| 1937    | 1944           | Mario Gaffuri       |                                                    | Podestà          |                      |
| 1944    | 20 aprile 1945 | Franco Castelli     |                                                    | Podestà          |                      |
| 1945    | 1947           | Carlo Pizzi         |                                                    | Sindaco          |                      |
| 1947    | 1951           | Emilio Longoni      |                                                    | Sindaco          |                      |
| 1951    | 1960           | Italo Ronchi        |                                                    | Sindaco          |                      |
| 1960    | 1964           | Alessandro Ronchi   |                                                    | Sindaco          |                      |
| 1965    | 1980           | Mario Pessina       |                                                    | Sindaco          |                      |
| 1980    | 1990           | Edoardo Galbiati    |                                                    | Sindaco          |                      |
| 1990    | 1991           | Michele Colosimo    |                                                    | Sindaco          |                      |
| 1991    | 1995           | Gianpietro Cantoni  | 1991-1992: DC-PDS; 1993-1995: DC-PSI-PSDI          | Sindaco          | [ 14 ]               |
| 1995    | 2004           | Gianfranco Ratti    | centrodestra                                       | Sindaco          | [ 15 ] [ 16 ] [ 17 ] |
| 2004    | 2009           | Giuseppina Stella   | centrosinistra (lista civica)                      | Sindaco          | [ 18 ]               |
| 2009    | 2014           | Emanuele Galimberti | centrodestra: PDL - Lega Nord                      | Sindaco          | [ 19 ]               |
| 2014    | 2019           | Giuliano Soldà      | centrosinistra: Partito Democratico - lista civica | Sindaco          | [ 20 ]               |
| 2019    | in carica      | Giovanni Sartori    | centrodestra: Lega                                 | Sindaco          | [ 21 ] [ 22 ]        |